# Mu isamaa, mu õnn ja rõõm
Mu isamaa, mu õnn ja rõõm („Mein Vaterland, mein Glück und meine Freude“) ist die estnische Nationalhymne.

## Geschichte

### Autoren
Die Melodie der Hymne wurde ursprünglich 1848 von dem nach Finnland übersiedelten Hamburger Komponisten Friedrich Pacius (1809–1891) zum schwedischen Text von Vårt land aus Johan Ludvig Runebergs Fähnrich Stahl geschrieben. Dieselbe Melodie wurde 1917 auch zur Nationalhymne Finnlands.
Den estnischen Text der Hymne verfasste Johann Voldemar Jannsen. In der Kombination mit Pacius’ Melodie wurde das Lied 1869 auf dem großen estnischen Sängerfest gesungen, das eine zentrale Bedeutung für das erwachende estnische Nationalbewusstsein hatte. Mit der Unabhängigkeit wurde Mu isamaa 1920 Nationalhymne.

### Zu der Zeit der Singenden Revolution
In der Sowjetunion war das Singen der Hymne verboten; da der finnische Rundfunk YLE, dessen Radio- und Fernsehprogramme überall in Estland zu empfangen waren, die Melodie jeden Tag zum Sendeschluss spielte, blieb sie im öffentlichen Bewusstsein präsent.
Während der Singenden Revolution in Estland wurde das Lied wieder oft gesungen. Auf einer Demonstration auf dem Tallinner Sängerfestplatz 1988 sangen 300.000 Estinnen und Esten ihre verbotene Hymne, umstellt von sowjetischen Panzern.
Mit der Unabhängigkeit des Landes wurde sie wieder offizielle Nationalhymne.

## Text

### Estnischer Originaltext mit deutscher Übersetzung
Mu isamaa, mu õnn ja rõõm,

kui kaunis oled sa!

Ei leia mina iial teal

see suure, laia ilma peal,

mis mul nii armas oleks ka,

kui sa, mu isamaa!

Sa oled mind ju sünnitand

ja üles kasvatand;

sind tänan mina alati

ja jään sull’ truuiks surmani,

mul kõige armsam oled sa,

mu kallis isamaa!

Su üle Jumal valvaku,

mu armas isamaa!

Ta olgu sinu kaitseja

ja võtku rohkest õnnista,

mis iial ette võtad sa,

mu kallis isamaa!
Mein Vaterland, mein Glück und Freude,

wie schön bist du!

Ich finde nichts

auf dieser großen weiten Welt,

was mir so lieb auch wäre,

wie Du, mein Vaterland!

Du hast mich geboren

und aufgezogen;

Dir danke ich immer

und bleib Dir treu bis zum Tod,

mir bist Du das Allerliebste,

mein teures Vaterland!

Über Dich wache Gott,

mein liebes Vaterland!

Er sei Dein Beschützer

und möge reichlich segnen

was Du auch immer unternimmst,

mein teures Vaterland!